# Xavière Gauthier
Xavière Gauthier, pseudonym för Mireille Boulaire, född 20 oktober 1942 i Toulon, är en fransk författare och feminist.
Xavière Gauthier var redaktör för tidskriften Sorcières, vilken startades 1976 och var inriktad på kvinnligt skapande och kvinnors språk. Av hennes böcker kan nämnas den i samarbete med Marguerite Duras utgivna Les Parleuses (1974) och Dire nos sexualités – contre la sexologie (1977).